# Attila – Master of an Empire
Attila – Master of an Empire (Originaltitel Attila) ist ein US-amerikanischer Actionfilm mit Horrorfilmelementen aus dem Jahr 2013 von Emmanuel Itier, der gemeinsam mit Anthony C. Ferrante das Drehbuch verfasste.

## Handlung
Attila kämpfte mit seinen Hunnen einst erfolgreich gegen das Weströmische als auch das Oströmisches Reich. Als sich seine Feinde schließlich verbünden, muss er sich aufgrund der Übermacht zurückziehen. Um dennoch einen Sieg davon zutragen, nutzt er den als lang verschollenen „Stab des Moses“. Durch dessen Macht kann er seinen Kriegern eine neue Stärke verleihen, wodurch sie ihren römischen Widersachern überlegen sind.
Hunderte Jahre später stoßen Archäologen auf den konservierten Körper Attilas mitsamt seinen erbeuteten Reichtümern. Aufgrund des gut erhaltenen Zustandes des Leichnams fragen sich die Wissenschaftler, wie so etwas sein kann. Als sie die Schätze sowie ein Pergament mit den geheimen Wünschen des Toten aus der Grabkammer entwenden, beginnt der Körper Attilas von den Toten aufzuerstehen. Dieser beschließt, sich an den Dieben zu rächen und seine Schätze wieder zu erlangen. Zu diesem Zwecke ruft er eine Geisterarmee zur Hilfe.
Um den antiken Kriegsführer zu bekämpfen, entsendet das US-Militär unter der Führung von Lieutenant Vito ein Sonderkommando bestehend aus Elitesoldaten, dass gegen Attila und seine Geisterkrieger kämpfen soll. Leider wird schnell klar, dass keine konventionelle Waffe Schaden anrichten kann. Da ihn niemand besiegen kann, beschließt Attila, hunderte Jahre nach seinem ersten Versuch erneut die Welt zu erobern. Im Irak findet Vito schließlich einen Teil des Hirtenstabs von Moses, der ihm Unsterblichkeit verleiht und er sich nun Attila stellen kann.

## Hintergrund
Gedreht wurde in Los Angeles. In den USA erschien er am 31. Dezember 2013. In Deutschland feierte der Film seine Fernsehpremiere am 13. Mai 2016.

## Rezeption
„Haarsträubender Humbug, in jeder Beziehung auf unterstem Niveau abgespult. Seltene Vorstöße zum lustvollen Trash wirken eher befremdlich und bleiben ohne Nachwirkung.“

„Totalmurks, für den man viel Humor braucht.“

Cinema bezeichnet die Effekte als „schlampig“ und betitelt die Kameraführung als „uninspiriert“. Weiter wird ausgeführt, dass die Story unlogisch sei und die Schauspieler überfordert seien. Als Fazit wird gezogen, dass „hier ausnahmslos alles schlecht“ sei.
Thomas Repenning kritisiert in seiner Filmreview auf Moviebreak ebenfalls die technischen Spezialeffekte („die Effekte wurden vermutlich mit Windows 95 erstellt“) sowie die Drehorte („die Kulissen wirken wie ein altes verlassenes Krankenhaus (was es wohl auch ist)“). Lediglich wenige Splatter-Momente werden lobend anerkannt. Chris Conrad wird in seinem Schauspiel als „herrlich hölzern“ bewertet.
Aufgrund zu weniger Wertungen hat der Film im Audience Score, der Zuschauerwertung auf Rotten Tomatoes, keine Wertung. In der Internet Movie Database hat der Film bei über 600 Stimmenabgaben eine Wertung von 2,1 von 10,0 möglichen Sternen (Stand August 2024).